# Phil McGraw
Phillip Calvin McGraw, detto Phil (Vinita, 1º settembre 1950), è uno psicologo, autore televisivo e conduttore televisivo statunitense.

## Biografia
McGraw è nato a Vinita, in Oklahoma, il 1º settembre 1950, figlio di Joseph J. McGraw Jr. e di sua moglie, Anne Geraldine "Jerry". È cresciuto con due sorelle maggiori, Deana e Donna, e la sorella minore, Brenda, nei giacimenti petroliferi del North Texas dove suo padre era fornitore di attrezzature. All'età di 13 anni ha lavorato presso uno stand di A&W Root Beer e una catena locale chiamata 'Pizza Planet' a Oklahoma City.
Si trasferì in Kansas con suo padre e come lui perseguiva lo stesso obiettivo di diventare psicologo. Lì ha frequentato la Shawnee Mission North High School a Overland Park. Ha giocato come difensore nella squadra liceale di football e nel 1968 ha vinto una borsa di studio per il football all'Università di Tulsa, dove ha giocato come difensore centrale sotto la guida dell'allenatore Glenn Dobbs. In seguito si è trasferito alla Midwestern State University di Wichita Falls, in Texas, dove, nel 1975, ha conseguito una laurea triennale in psicologia, proseguendo poi gli studi con un master in psicologia sperimentale nel 1976 e un dottorato di ricerca in psicologia clinica nel 1979 presso la University of North Texas, dove la sua tesi era intitolata "Artrite reumatoide: un intervento psicologico". Ha svolto un anno di formazione post-dottorale in Psicologia forense presso il Wilmington Institute. Il relatore della tesi era Frank Lawlis, che in seguito divenne il principale psicologo collaboratore per lo show televisivo 'Dr. Phil.McGraw'. Ha cominciato a guadagnare popolarità negli anni '90 al The Oprah Winfrey Show. Dal 2002 è autore e presentatore del popolare talk show Dr. Phil. Nel 2015, la rivista Forbes ha stimato i suoi guadagni in 70 milioni di dollari nei 12 mesi precedenti, classificandolo come la quindicesima celebrità mondiale per introiti.
Ha interpretato sé stesso in molte serie tv e film, tra cui Scary Movie 4 del 2006, Love the Beast del 2009 e Hello Kitty del 2019.
Viene citato spesso in Supernatural. Ha ispirato la serie Bull, il cui protagonista è interpretato da Michael Weatherly.

## Filmografia parziale

### Attore

#### Cinema
- Scary Movie 4, regia di David Zucker (2006) - Sé stesso (Dr. Phil)
- Through Your Eyes - documentario, regia di Donny Hall, Cory Hudson e James Paul (2007) - Sé stesso (Dr. Phil)
- Disaster Movie, regia di Jason Friedberg e Aaron Seltzer (2008) - Sé stesso (Dr. Phil)
- Madea Goes to Jail, regia di Tyler Perry (2009) - Sé stesso (Dr. Phil)
- Love the Beast - documentario, regia di Eric Bana (2009) - Sé stesso (Dr. Phil)

#### Televisione
- The Norm Show - serie TV, regia di Steve Zuckerman, episodio 3x12 (42/54) (Norm vs. Freud) (2001) - Sé stesso (Dr. Phil)
- Frasier - serie TV, regia di Wil Shriner, episodio 10x21 (236/263) (The Devil and Dr. Phil) (2003) - Sé stesso (Dr. Phil)
- The Bernie Mac Show - serie TV, regia di Ken Whittingham, episodio 3x16 (60/104) (Who's That Lady?) (2004) - Sé stesso (Dr. Phil)
- Sesamo apriti ("Sesame Street" Little Furry Red Monster Parade) - serie TV, di Joan Ganz Cooney: 
  - episodio 35x6 (253/486) (Little Furry Red Monster Parade) (2004) - Sé stesso (Dr. Phil)
  - episodio 35x21 (267/486) (Elmo Feels He's Treated Unfairly by Rocco) (2004) - Sé stesso (Dr. Phil)
- I Simpson - serie TV, regia di Malicious Matthew C. Faughnan, David 'Tubatron' Silverman, episodio 18x4 (382/564) [La paura fa novanta XVII (Treehouse of Horror XVII)] (2006) - Sé stesso (Dr. Phil)
- American Idol (American Idol: The Search for a Superstar) - serie TV, di Simon Fuller, episodio 7x30 (258/520) (Live Results Show: One Contestant Eliminated) (2008) - Sé stesso (Dr. Phil)
- Curb Your Enthusiasm - serie TV, regia di Alec Berg, episodio 7x2 (63/81) (Vehicular Fellatio) (2009) - Sé stesso (Dr. Phil)
- NCIS: Special Agent DiNozzo Visits Dr. Phil - film TV, di Michael Weatherly (2012) - Sé stesso (Dr. Phil)
- South Park - serie TV, regia di Trey Parker, episodio 1x15 (HUMANCENTiPAD) (2011) - Sé stesso (Dr. Phil)